# Hampstead Heath
Hampstead Heath – park położony w londyńskiej dzielnicy Hampstead.

## Charakterystyka
Hampstead Heath rozciąga się na powierzchni ok. 320 hektarów (791 akrów) i jest jednym z największych parków w Londynie. Teren jest licznie odwiedzany przez turystów, często służy londyńczykom jako miejsce spaceru i odpoczynku. Miejsce to słynie ze wzgórza Parliament Hill, położonego na wysokości 98 metrów, które oferuje atrakcyjny widok na centrum Londynu. Panorama ta jest jednym z widoków chronionych przez prawo. Na terenie parku znajdują się trzy stawy służące do pływania, z których dwa dostępne są przez cały rok. W parku popularnością cieszy się też puszczanie latawców. Faunę Hampstead Heath tworzą m.in. takie gatunki ptaków jak zimorodek i kawka. W okolicach stawów można napotkać nietoperze karliki i nocki rude. Najbliżej położonymi przy parku stacjami są Hampstead Heath i Gospel Oak na sieci London Overground oraz Hampstead na linii Northern londyńskiego metra.

## W sztuce i kulturze popularnej

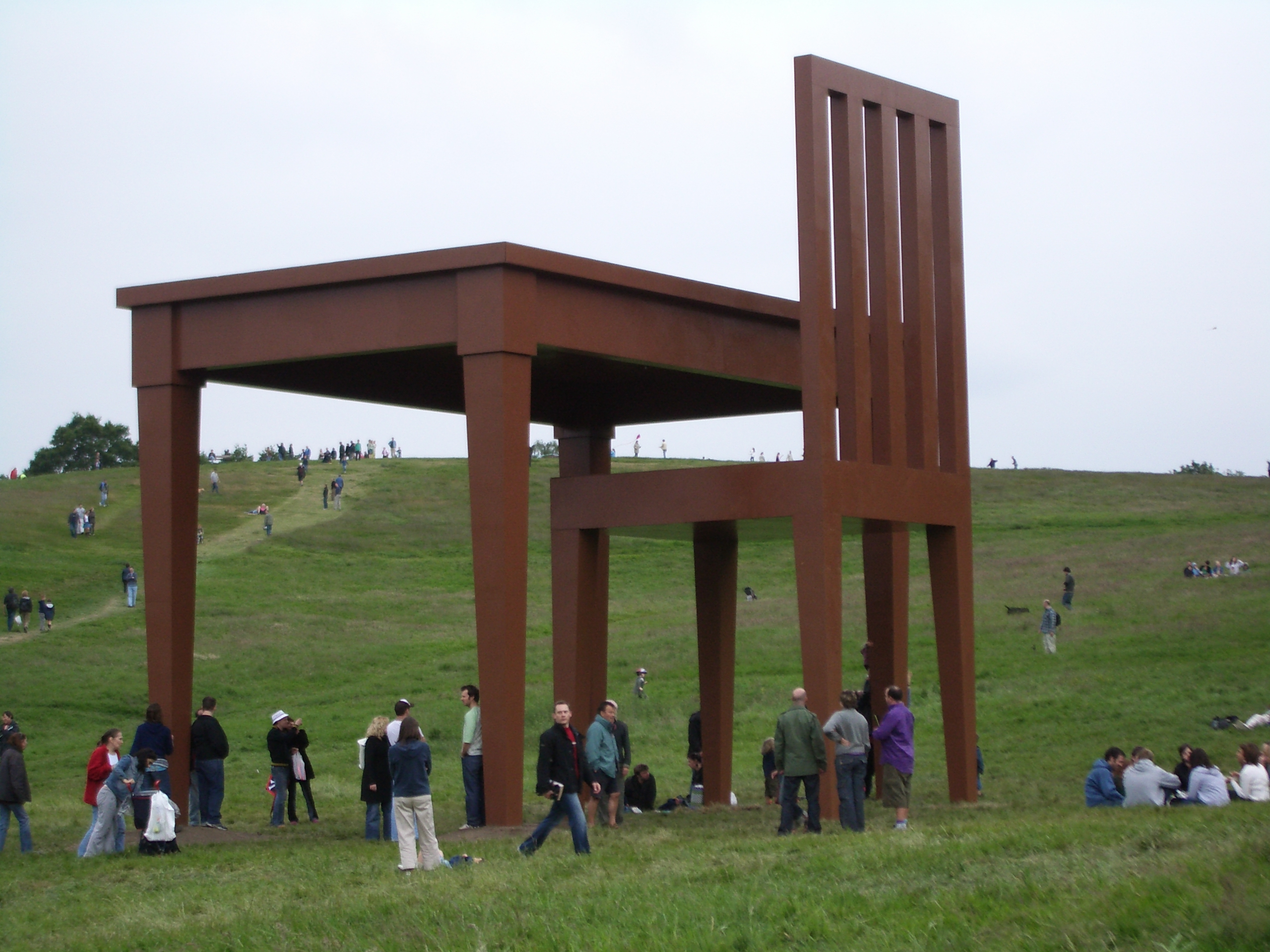
The Writer

- Hampstead Heath często służył jako temat obrazów malarza epoki romantyzmu Johna Constable.
- Malarz wiktoriański John Atkinson Grimshaw uczynił Hampstead Heath nocą tematem jednego ze swoich obrazów.
- Hampstead Heath jest wspomniany w tekście utworu „Mother Goose” zespołu Jethro Tull z 1971 roku.
- W parku ma miejsce część akcji powieści Ludzie Smileya John le Carré’a z 1979 roku.
- W parku powstały niektóre sceny filmu Notting Hill (1999).
- Od czerwca do października 2005 roku w parku znajdowała się mająca 9 metrów instalacja o nazwie The Writer[6]. Przedstawiała ona olbrzymi stół i krzesło, a wykonał ją ze stali i drewna włoski artysta Giancarlo Neri. Powstała jako hołd dla „pisarstwa w samotności”[7].
- W parku został nakręcony cały film Burza hormonów z 2006 roku, z udziałem m.in. Andrew Lincolna, Ewana McGregora i Polly Walker.